# دانيكا ماركوفيتش
دانيكا ماركوفيتش (بالصربية: Даница Марковић)‏ هي كاتِبة صربية، ولدت في 12 أكتوبر 1879، وتوفيت في 9 يونيو 1932.